# Zeaxantina
La zeaxantina o E161h, nella codifica europea degli additivi alimentari, è una sostanza colorante naturale di colore giallo-arancio, un carotenoide della classe delle xantofille, una versione maggiormente ossidata del carotene.
Prende il nome dalla pianta del mais, la Zea mays.
Di formula bruta C40H56O2, insieme al carotene è responsabile del colore nei chicchi di mais, nel tuorlo d'uovo, si trova anche nei peperoni rossi, nel mango e nel succo d'arancia in quantità medie e si trova in maggiori percentuali nei cibi vegetali quali spinaci, broccoli, radicchio rosso, piselli verdi, crescione e altri.
In natura si trova anche un isomero chiamato luteina che differisce per la posizione di alcuni doppi legami e perché possiede tre stereocentri contro i due presenti nella zeaxantina. L'isomero più largamente diffuso in natura è il (3R,3'R), seguito dal (3R,3'S) mentre l'isomero (3S,3'S) è scarsamente presente. Gli isomeri (3R,3'S) e (3S,3'R) sono identici e pertanto costituiscono un'unica molecola chiamata meso-zeaxantina.

## Proprietà
La maggior proprietà naturale della zeaxantina è legata alla sua capacità di assorbire radiazioni solari eccedenti che interferirebbero nella fotosintesi (un eccesso di irraggiamento solare comporta danni ai vegetali simili a quelli prodotti dalle bruciature o dall'assenza d'acqua).
A livello fisiologico è stato dimostrato che i carotenoidi zeaxantina e luteina proteggono le cellule della retina la cui degradazione è una delle cause più diffuse di cecità negli anziani.
È usato come colorante alimentare.